# Protocytheretta sahni
Protocytheretta sahni är en kräftdjursart som först beskrevs av H.S. Puri 1952.  Protocytheretta sahni ingår i släktet Protocytheretta och familjen Cytherettidae. Inga underarter finns listade i Catalogue of Life.